# Cyphon mangolensis
Cyphon mangolensis es una especie de coleóptero de la familia Scirtidae.

## Distribución geográfica
Habita en Indonesia.